# Трошкина, Галина Алексеевна
Галина Алексеевна Трошкина (род. 10 сентября 1943, с. Хапка-Сапхан, Усть-Абаканский район, Хакасская АО, Красноярский край, РСФСР, СССР) — советский, российский государственный и общественный деятель; председатель исполкома Совета народных депутатов Хакасской автономной области (1988—1991), заместитель председателя правительства Республики Хакасия (1991—1996). Заслуженный учитель Республики Хакасия (1998 год). Председатель Хакасской республиканской общественной организации ветеранов (пенсионеров) войны, труда, вооруженных сил и правоохранительных органов.

## Биография
Родилась в хакасском селе Хапка-Сапхан в рабочей семье. В 1962 году окончила педагогическое училище в Абакане и была направлена в Лесоперевалочную школу Аскизского района. Затем поступила в Абаканский государственный педагогический институт, переехала в Абакан, где стала работать учителем начальных классов школы № 2. Окончив институт в 1971 году, преподавала биологию, работала директором в школе № 1. Избиралась депутатом Абаканского городского и Хакасского областного Советов депутатов трудящихся.
С 1961 по 1978 годы принимала активное участие в выступлениях первого хакасского народного ансамбля песни и танца «Жарки», была ведущей солисткой.
С 1978 года занимала ответственные должности в облисполкоме Хакасской автономной области — заместитель заведующего отделом народного образования, заведующая отделом культуры. В 1984 году была направлена на учёбу в Академию общественных наук при ЦК КПСС. После окончания избрана секретарем Хакасского обкома КПСС по пропаганде и агитации, руководила комплексов вопросов образования, высшей школы, культуры, печати, здравоохранения Хакасии.
В 1988 году была избрана председателем исполкома Совета народных депутатов Хакасской автономной области, стала первой женщиной Хакасии, занимавшей столь высокий пост. В 1988 году участвовала в работе XIX конференции КПСС. Была одним из активных инициаторов преобразования автономной области в республику в составе Российской Федерации. До 1996 года работала заместителем председателя правительства Республики Хакасия.
С 1999 по 2009 годы — помощник Председателя Правительства Республики Хакасия А. И. Лебедя.
Все годы принимала активное участие в общественной жизни: член президиумов женских организаций («Союз женщин», «Алтынай» и другие). В настоящее время — председатель Хакасской республиканской общественной организации ветеранов (пенсионеров) войны, труда, вооруженных сил и правоохранительных органов.